# Barbara Manfredi
Pour les articles homonymes, voir Manfredi.

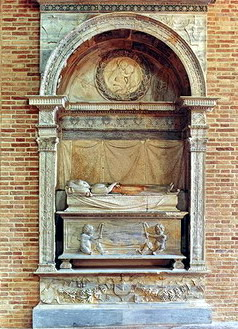
Tombe de Barbara Manfredi

Barbara Manfredi (Faenza 1444- Forlì 1466) est une noble italienne qui vécut au XVe siècle.
De la famille des Manfredi, elle est la fille de Astorre II Manfredi seigneur de Faenza.  En 1462 elle épousa Pino III Ordelaffi seigneur de Forlì à qui elle était promise depuis l’âge de sept ans.
En 1463, Pino tomba malade, son frère Francesco fut suspecté de l'avoir empoisonné, mais Pino se rétablit. En 1466, ce fut au tour de Francesco de tomber malade, Barbara essayant en vain de l'empoisonner.

Francesco ayant été assassiné par un de ses officiers Pino s'empara de la ville et  devint seigneur de Forlì et de Forlimpopoli avec l'aide de Venise. 
Peu après Barbara mourut et Astorre II Manfredi, qui suspectait Pino d'être à l'origine de sa mort, chercha  avec l'aide du pape à  l'expulser de Forlì.

En mémoire de Barbara, Pino fit ériger un monument funéraire par Francesco di Simone Ferrucci dans l’église de Saint-Blaise de Forlì. Ce monument déplacé après la seconde guerre mondiale est visible dans l'Abbaye de San Mercuriale à Forlì.

## Sources de la traduction
- (it) Cet article est partiellement ou en totalité issu de l’article de Wikipédia en italien intitulé « Barbara Manfredi » (voir la liste des auteurs).

- (en) Cet article est partiellement ou en totalité issu de l’article de Wikipédia en anglais intitulé « Barbara Manfredi » (voir la liste des auteurs).